# 榊原一徳斎
榊原 一徳斎（さかきばら いっとくさい、生没年不詳）は、戦国時代の武将。通称五郎右衛門、平太郎 。

## 略歴
榊原清長の子で、年の開きから長政の異母兄弟と思われる。一徳斎には子がなく、兄の死後に甥の榊原康政を養子とし、岡崎に出仕した。
また大原作三右衛門の娘を養女とし、その娘と天野繁昌との間に出来た子直勝も養子とした 。上野国館林において死去。